# Pod napięciem (powieść)
Pod napięciem (ang. The Burning Wire) – powieść Jeffery’ego Deavera, dziewiąta część serii, w której pojawia się Lincoln Rhyme i Amelia Sachs. Wydana w Polsce w 2010 roku.

## Fabuła
Lincoln Rhyme i Amelia Sachs, prowadzą śledztwo wspólnie z FBI i departamentem bezpieczeństwa. Ich celem jest organizacja terrorystyczna, która może doprowadzić do fali zamachów, dzięki kontrolowanej przez siebie miejskiej sieci energetycznej. Równolegle, para detektywów prowadzi drugie dochodzenie, przeciwko Zegarmistrzowi, jednemu z nielicznych przestępców który zdołał się wymknąć Rhyme’owi i Sachs.